# Бородин, Владимир Алексеевич (журналист)
Влади́мир Алексе́евич Бороди́н (род. 10 июня 1978, Киров) — российский журналист, медиаменеджер и преподаватель. С сентября 2004 по ноябрь 2005 года — главный редактор газеты «Известия», с сентября 2007 по апрель 2010 года — главный редактор газеты «Труд». Кандидат политических наук. C 2013 года проживает в США, где стал ресторатором.

## Биография
Родился 10 июня 1978 года в Кирове в семье известного театрального режиссера Алексея Бородина, который тогда возглавлял Кировский ТЮЗ. В 1980 году вместе с родителями переехал в Москву.
В 2002 году окончил факультет истории, политологии и права Российского государственного гуманитарного университета по специальности «Политолог». Затем учился в аспирантуре Института США и Канады РАН (ИСКРАН). В 2005 году защитил там под научным руководством Николая Зяблюка диссертацию на тему «Первичные выборы в политической системе США», став таким образом кандидатом политических наук.
Желание заниматься журналистикой сформировал еще в школьном периоде, впечатлившись опытом журналиста Юрия Щекочихина, который был другом его отца и потому часто бывал в гостях у его семьи. Намереваясь стать журналистом, хотел последовать примеру Щекочихина, воплощавшего для Бородина образ смелого, романтичного, идеалистичного, отважного журналиста, который помогает людям и меняет мир к лучшему. При содействии Щекочихина в 13-летнем возрасте стал участником летней практики в рамках проекта для начинающих журналистов «Алый парус» газеты «Комсомольская правда». Выбрал политологию в качестве высшего образования, исходя из стремления получить основательное гуманитарное образование, которое считал более предпочтительным для будущей журналистской карьеры, чем обучение по журналистике.
Начал работать журналистом в возрасте 18 лет, учась на первом курсе университета. Работал специальным корреспондентом отдела политики и экономики «Литературной газеты», корреспондентом журнала «Открытая политика». В 2002 году стал заместителем главного редактора журнала «Русские горки», был автором сюжетов для телепрограммы Михаила Таратуты «Русские горки» на канале «РТР».
В 1997—2005 годах работал в газете «Известия». Сначала был корреспондентом отделов «Регионы», «Общество», «Политика», с 1999 года — заместителем ответственного секретаря, с марта 2003 года — ответственным секретарем издания. После увольнения Рафа Шакирова с 7 сентября 2004 года исполнял обязанности главного редактора. 13 октября 2004 утвержден владельцами издания в должности главного редактора. Стал самым молодым главным редактором национального издания в мире. После своего назначения заявил, что газета «Известия» будет развиваться в сторону «газеты общего интереса».
«Можно привести условные примеры на западе: Times, New York Times, El Pais. То есть это не жёлтая и не деловая ниша» (Национальная информационная группа, 13 октября 2004).
В ноябре 2005 года был уволен с поста главного редактора «Известий» по решению нового владельца газеты — холдинга «Газпром-Медиа», купившего издание несколькими месяцами ранее у холдинга «ПрофМедиа». Бородин и ряд наблюдателей называли увольнение политическим, инициированным российской властью, которая была недовольна независимой редакционной политикой «Известий», в частности тем, как газета освещала «Русский марш», состоявшийся 4 ноября 2005 года.
После ухода из «Известий» был постоянным участником программы «Особое мнение» на радиостанции «Эхо Москвы», а также преподавал спецкурс «Современные газеты» на факультете журналистики МГУ им. М. В. Ломоносова.
В ноябре 2006 года стал директором по контенту департамента по управлению медиаактивами группы «ПромСвязьКапитал», принадлежавшей братьям Алексею Ананьеву и Дмитрию Ананьеву. В июне 2007 года в связи с выведением медиаактивов группы в отдельную управляющую компанию «Медиа3» перешел на должность заместителя генерального директора по контенту «Медиа3».
В сентябре 2007 года стал главным редактором газеты «Труд», входившей в холдинг «Медиа3». Также занял должность генерального директора издательского дома «Труд», издававшего газету. 26 апреля 2010 года по собственному желанию ушел с постов главного редактора газеты «Труд», генерального директора одноимённого издательского дома и заместителя генерального директора холдинга «Медиа3» по контенту.
На рубеже 20012/2013 годов переехал в США и сменил род деятельности. Владеет и управляет рестораном «Лобстер и бургер» в Нью-Йорке.
Женат. Два сына и младшая дочь.